# Marcus Garrett
Marcus Garrett (Dallas, Texas, 9 de noviembre de 1998) es un jugador de baloncesto estadounidense que pertenece a la plantilla de los Charlotte Hornets de la NBA. Con 1,96 metros de estatura, juega en la posición de base.

## Trayectoria deportiva

### Universidad
Jugó cuatro temporadas con los Jayhawks de la Universidad de Kansas, en las que promedió 7,6 puntos, 4,1 rebotes, 2,7 asistencias y 1,4 robos de balón por partido. En 2020 recibió el Premio Naismith al Mejor Jugador Defensivo del Año, Fue además elegido defensor del año de la Big 12 Conference e incluido en el tercer mejor quinteto de la conferencia, apareciendo en el segundo mejor en 2021.
El 21 de abril de 2021 se declaró elegible para el draft de la NBA, renunciando al año extra universitario al que tenía derecho.

#### Estadísticas
| Año     | Equipo | PJ  | PT | MPP  | %TC  | %3P  | %TL  | RPP | APP | ROB | TPP | PPP  |
| ------- | ------ | --- | -- | ---- | ---- | ---- | ---- | --- | --- | --- | --- | ---- |
| 2017–18 | Kansas | 39  | 7  | 19.2 | .456 | .267 | .490 | 3.4 | 1.1 | .9  | .2  | 4.1  |
| 2018–19 | Kansas | 30  | 13 | 27.9 | .422 | .245 | .587 | 4.2 | 1.9 | 1.4 | .3  | 7.3  |
| 2019–20 | Kansas | 31  | 31 | 32.2 | .442 | .327 | .609 | 4.5 | 4.6 | 1.8 | .3  | 9.2  |
| 2020–21 | Kansas | 29  | 29 | 33.0 | .459 | .348 | .808 | 4.6 | 3.7 | 1.6 | .3  | 11.0 |
| Total   | Total  | 129 | 80 | 27.4 | .445 | .302 | .635 | 4.1 | 2.7 | 1.4 | .3  | 7.6  |

### Profesional
Tras no ser elegido en el Draft de la NBA de 2021, disputó las Ligas de Verano con los Miami Heat, equipo con el que el 2 de septiembre firmó un contrato dual que le permite jugar también en el filial de la G League, los Sioux Falls Skyforce. Disputó 12 encuentros con el primer equipo antes de ser cortado el 16 de enero de 2022, para operarse la muñeca derecha.
El 26 de septiembre de 2023 firmó con el MHP Riesen Ludwigsburg de la Basketball Bundesliga, pero no llegó a jugar para ellos. El 11 de diciembre se unió a los Greensboro Swarm.
El 11 de septiembre de 2024 firmó con los Charlotte Hornets, pero fue despedido el 2 de octubre. El 27 de octubre se reincorporó a los Greensboro. El 12 de marzo de 2025 firmó contrato de diez días con los Hornets.

## Estadísticas de su carrera en la NBA

### Temporada regular
| Año     | Equipo | PJ | PT | MPP  | %TC  | %3P  | %TL  | RPP | APP | ROB | TPP | PPP |
| ------- | ------ | -- | -- | ---- | ---- | ---- | ---- | --- | --- | --- | --- | --- |
| 2021-22 | Miami  | 12 | 0  | 10.7 | .238 | .250 | .400 | 1.9 | .6  | .4  | .3  | 1.1 |
| Total   | Total  | 12 | 0  | 10.7 | .238 | .250 | .400 | 1.9 | .6  | .4  | .3  | 1.1 |